# Anticomitas vivens
Anticomitas vivens é uma espécie de gastrópode do gênero Anticomitas, pertencente a família Pseudomelatomidae.